# ミカヅキツバメウオ
ミカヅキツバメウオ (学名：Platax boersii) は、マンジュウダイ科に属する魚の一種。インド太平洋に分布する。

## 分類・名称
本種は1853年にオランダの医師、爬虫類学者、魚類学者であるピーター・ブリーカーによって記載され、タイプ産地はインドネシアのスラウェシ島マカッサルであった。
種小名は、オランダ領東インドから本種の標本をブリーカーに提供した王立オランダ領東インド陸軍の W. J. A. W. Boers 少佐への献名。和名の由来は幼魚の伸長した背鰭と臀鰭が三日月を思わせるため。

## 形態
体長は30cmほどで、最大40cm。体は側扁した円形で、眼の前部が僅かに突出するが、吻部はほとんど突出しない。背鰭は5棘34 - 39軟条から、臀鰭は3棘25 - 29軟条から成る。成魚と幼魚では姿が大きく異なる。
成魚の体色は銀色。眼を通る位置と頭部後方、体側面後方、尾鰭前部に黒色の帯が入り、成長とともに薄れる。腹鰭前部、胸鰭、背鰭上部と臀鰭前部、尾鰭中央部は鶯色。腹鰭は黒い。背鰭上部、臀鰭下部、尾鰭後部は黒く縁どられる。胸鰭は全体的に黒く、中心部は白く、後縁は黄色。体側面には小さな黒点がある。
幼魚は背鰭、臀鰭が細長く、腹鰭は著しく長い。ツバメウオの幼魚に似るが、光沢があり体色が全体的に淡いことで見分けられる。成長に合わせて鰭は丸みを帯びていく。体色は銀色または黄褐色で、目を通る位置と頭部後方に黒色の帯が入る。体側後部は黒く、その前部に1本薄い黒色の帯が入る。帯は背鰭、腹鰭、臀鰭まで続く。胸鰭と尾鰭後部は透明である。

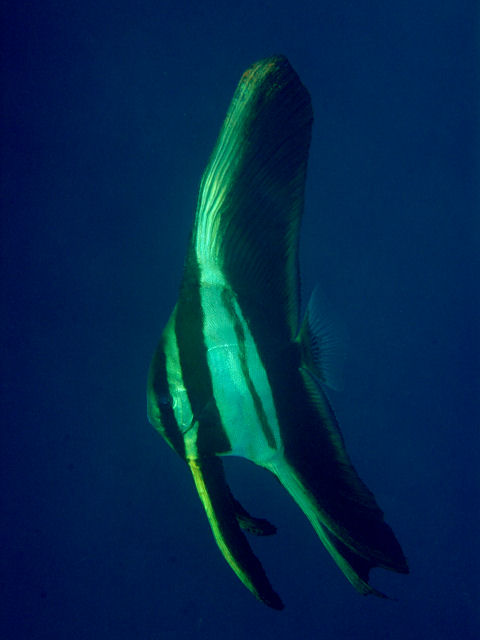
若魚

## 分布・生態
インドネシア、ニューギニア、フィリピンなどインド西太平洋に分布する。日本では福井県、岩手県から高知県以布利にかけての太平洋沿岸、伊豆諸島、小笠原諸島、大隅諸島、大隅半島、沖縄諸島、八重山列島で確認されている。成魚は沖縄諸島や小笠原諸島など比較的温暖な地域でよく見られる。
水深10 - 60 mのサンゴ礁またはその付近に生息する。成魚は大規模な群れを沿岸部から遠いサンゴ礁域の崖部分に沿って作る。稀に単体で沿岸部で確認される。幼魚は単独または数匹で生活し、沿岸部のサンゴ礁や湾内の底で見られ、漁港にも入る。藻類や無脊椎動物を捕食する雑食性の種。

## 人間との関係
沖縄や鹿児島などで漁獲されるが、一般的に食用とはならないため、市場に出回ることは稀。幼魚は観賞用として販売される。